# Suicidal Tendencies
Suicidal Tendencies (také S.T. nebo jen Suicidal) je americká crossover thrashová kapela, založená v roce 1980 ve Venice v Kalifornii zpěvákem Mikem Muirem. Kapela prošla různými změnami v sestavě, přičemž Muir je jediným zbývajícím původním členem. Jejich současnou sestavu tvoří Muir, kytaristé Dean Pleasants a Ben Weinman, baskytarista Tye Trujillo a bubeník Jay Weinberg. Mezi významné hudebníky, kteří se podíleli na studiových či koncertních aktivitách kapely, patří kytaristé Rocky George a Mike Clark; baskytaristé Louiche Mayorga, Robert Trujillo, Ra Díaz, Josh Paul a Stephen "Thundercat" Bruner; a bubeníci Amery Smith, Jimmy DeGrasso, Brooks Wackerman, David Hidalgo Jr., Thomas Pridgen, Ron Bruner, Eric Moore, Dave Lombardo, Brandon Pertzborn, Greyson Nekrutman a studiový hudebník Josh Freese.
Společně s kapelami D.R.I., Corrosion of Conformity a Stormtroopers of Death jsou Suicidal Tendencies často označováni za jedny z „otců crossover thrashe“. Vydali čtrnáct studiových alb (z nichž čtyři se skládají znovu nahraného nebo dříve vydaného materiálu), dvě EP, čtyři split alba, čtyři kompilační alba a dvě dlouhometrážní videa. Kapela dosáhla prvního úspěchu s eponymním debutovým albem z roku 1983. Přineslo singl „Institutionalized“, který byl jedním z prvních hardcore punk videoklipů, jež se dostaly do širšího vysílání na MTV. Popularita Suicidal Tendencies v následující dekádě výrazně rostla a s druhým studiovým albem Join the Army (1987), které bylo jejich prvním, jež se dostalo do žebříčku Billboard 200. Skupina začala experimentovat s těžším zvukem, který napomohl vzniku, vývoji a popularizaci žánru crossover thrash.
První tři alba vydaná pod vydavatelstvím Epic Records — How Will I Laugh Tomorrow When I Can't Even Smile Today (1988), Controlled by Hatred/Feel Like Shit...Déjà Vu (1989) a Lights...Camera...Revolution! (1990) — byla vřele přijata v komunitách thrash metalu a heavy metalu, přičemž poslední dvě získala zlaté desky od RIAA. Šesté studiové album kapely, The Art of Rebellion (1992), se stalo jejich nejúspěšnějším v žebříčcích, když dosáhlo 52. místa v Billboard 200, a obsahovalo tři z jejich největších hitů: „Asleep at the Wheel“, „Nobody Hears“ a „I'll Hate You Better“. Toto album, spolu s předchozím a následujícími Still Cyco After All These Years (1993) a Suicidal for Life (1994), zaznamenalo další experimenty kapely, včetně vlivů od thrash metalu přes progresivní po funkovou hudbu.
Suicidal Tendencies se rozpadli v roce 1995 poté, co ukončili spolupráci s labelem Epic. Muir (spolu s Clarkem) však kapelu o rok později znovu sestavil s novou sestavou a vydali alba Freedumb (1999) a Free Your Soul and Save My Mind (2000). V nultých letech bylo studiové vydávání kapely minimální; fungovali především jako koncertní kapela, ačkoli příležitostně hráli nové skladby a vydávali je na split albech nebo kompilacích, jako např. Friends & Family, Vol. 2 (2001) a Year of the Cycos (2008). V dalším desetiletí se kapela vrátila k vydávání nových studiových alb, počínaje albem znovu nahraného materiálu No Mercy Fool!/The Suicidal Family (2010), následovaném dvěma alby s původním materiálem: 13 (2013) a World Gone Mad (2016); obě alba byla kritikou dobře přijata a považována za comeback Suicidal Tendencies. Jejich posledními nahrávkami jsou EP Get Your Fight On! a album s dosud nevydaným a znovu nahraným materiálem Still Cyco Punk After All These Years, obě vydané v roce 2018. Kapela v současnosti pracuje na novém materiálu pro své patnácté studiové album.

## Členové
Současná sestava
- Mike Muir – zpěv (1981 - současnost)
- Dean Pleasants – kytary (1996–dosud)
- Ben Weinman – kytary (2016–dosud)
- Tye Trujillo – baskytara (2021–dosud)
- Jay Weinberg – bicí (2024–dosud)

## Diskografie

### Studiovky
- Suicidal Tendencies (1983)
- Join the Army (1987)
- How Will I Laugh Tomorrow When I Can't Even Smile Today (1988)
- Controlled by Hatred/Feel Like Shit...Déjà Vu (1989)
- Lights...Camera...Revolution! (1990)
- The Art of Rebellion (1992)
- Still Cyco After All These Years (1993)
- Suicidal for Life (1994)
- Freedumb (1999)
- Free Your Soul and Save My Mind (2000)
- No Mercy Fool!/The Suicidal Family (2010)
- 13 (2013)
- World Gone Mad (2016)
- Still Cyco Punk After All These Years (2018)

### Výběrová alba
- F.N.G. (1991)
- Prime Cuts (1997)
- No Mercy Fool!/The Suicidal Family (2010)

### Split alba
- Welcome to Venice (1985)
- Friends & Family, Vol. 1 (1997)
- Friends & Family, Vol. 2 (2001)
- Year of the Cycos (2008)

### Extended play
- Six the Hard Way (1998)
- Get Your Fight On! (2018)